# شرکت نفت و گاز اروندان
شرکت نفت و گاز اروندان شرکت نفت و گاز ایرانی است، که از شرکت‌های تابعه شرکت ملی نفت ایران به‌شمار می‌آید. این شرکت در زمینه بهره‌برداری و استخراج نفت در مناطق جنوب و غرب ایران فعالیت می‌کند.
شرکت اروندان در آذر ماه 1383با تصویب هیئت مدیره وقت شرکت ملی نفت ایران تأسیس شد. این شرکت هم‌اکنون تولید نفتی معادل ۲۲۷ هزار بشکه در روز را دارا می‌باشد، که تا چند سال آینده، با افزایش میادین تحت مدیریت آن، بیش از ۱ میلیون بشکه از تولید نفت ایران، تحت مدیریت این شرکت قرار خواهد گرفت.
هم‌اکنون شماری از میادین نفتی ایران در اختیار شرکت اروندان می‌باشد، این میادین عبارتند از: میدان نفتی دارخوین، میدان آزادگان، میدان نفتی یادآوران، میدان نفتی جفیر، میدان نفتی بند کرخه، میدان نفتی سوسنگرد، میدان نفتی اروند، میدان نفتی مشتاق، میدان نفتی خرمشهر، میدان نفتی امید، میدان نفتی سهراب، میدان نفتی مهر، میدان نفتی یاران و میدان نفتی سپهر. دفتر مرکزی این شرکت در خرمشهر قرار دارد و دفتر عملیاتی آن در اهواز مستقر می‌باشد.